# Buda-Makijiwka
Buda-Makijiwka (ukr. Буда-Макіївка) – wieś na Ukrainie, w obwodzie czerkaskim, w rejonie czerkaskim, w hromadzie Rotmistriwka. W 2001 liczyła 321 mieszkańców, spośród których 316 wskazało jako ojczysty język ukraiński, 3 rosyjski, a 2 białoruski.